# Holoparasite
Un parasite obligatoire ou holoparasite est un organisme parasite qui ne peut pas terminer son cycle de vie sans exploiter un hôte approprié. Si un parasite obligatoire ne peut obtenir un hôte, il ne pourra pas se reproduire. Ceci est opposé à un parasite facultatif, qui peut agir en tant que parasite mais ne compte pas sur son hôte pour continuer son cycle de vie. Les parasites obligatoires ont développé diverses stratégies parasitaires pour exploiter leurs hôtes. Les holoparasites et certains hémiparasites sont obligatoires.
Il est avantageux pour le parasite de préserver la santé de son hôte lorsque cela est compatible avec ses besoins nutritionnels et reproductifs, sauf lorsque la mort de l'hôte est nécessaire à la transmission.

## Espèces
Le parasitisme obligatoire est présenté dans une gamme d'organismes, avec des exemples dans les virus, les bactéries, les champignons, les plantes et les animaux. Ils sont incapables d'achever leur développement sans passer par au moins un stade parasitaire nécessaire à leur cycle de vie.
Que l'on considère les virus comme des organismes vivants ou non, ils ne peuvent se reproduire que par le biais de ressources situées dans des cellules vivantes et, en conséquence, il est commode et habituel de les considérer comme des parasites intracellulaires obligatoires.
Parmi la famille des Vespidae, Vespula austriaca est un exemple de parasite obligatoire ; son hôte commun est Vespula acadica. Dans le genre Bombus, B. bohemicus est un parasite obligatoire de B. locurum, B. cryptarum et B. terrestris.

## Interaction hôte-parasite

### Cycle de vie
Les cycles de vie parasitaires impliquent l'exploitation d'au moins un hôte. Les parasites qui infectent une seule espèce, comme l'espèce d'ankylostome Necator americanus, ont des cycles de vie directs. Les parasites qui infectent plus d'un hôte, comme le paludisme plasmodium, auraient un cycle de vie complexe ou indirect.

#### Hôte intermédiaire ou final
Un hôte intermédiaire ou secondaire n'est exploité par le parasite que pendant une courte période de transition. Un hôte final ou principal, exploité par le parasite, est le seul endroit où le parasite peut atteindre la maturité et, si possible, se reproduire sexuellement. Par exemple, Ribeiroia ondatrae utilise l'escargot de Ramshorn comme premier hôte intermédiaire, les amphibiens et les poissons comme second hôte intermédiaire et les oiseaux comme hôtes définitifs.

### Permanence parasitaire
Les parasites obligatoires ne passent pas nécessairement tout leur temps à se comporter comme des parasites. Lorsqu'un parasite est permanent, plusieurs générations se produisent dans ou sur l'hôte d'un individu infesté. Les poux en sont un exemple. Les parasites temporaires sont des organismes dont le mode de vie parasite est limité à peu de stades, voire un, de développement donné Un exemple en est le stade larvaire de la mite des acariens, tandis que le stade adulte est non parasitaire.

### Emplacement sur l'hôte
Le parasite peut vivre en dehors de l'ectoparasite hôte ; par exemple, une tique. Alternativement, le parasite peut vivre dans l'endoparasite hôte ; par exemple, le douve. Un parasite obligatoire qui ne vit pas directement dans ou sur l'hôte, mais agit plutôt à distance  –  par exemple, un coucou qui éclot et est élevé par des hôtes non apparentés  –  est appelé parasite de couvée.

### Stratégies d'invasion
Afin d'établir une infestation chez un hôte susceptible, les parasites obligés doivent éviter les défenses avant, pendant et après l'entrée dans l'hôte En raison du large éventail de types de parasites obligatoires, il est impossible d'identifier une stratégie d'invasion générale. Les parasites intracellulaires utilisent diverses stratégies pour envahir les cellules et renverser les voies de signalisation cellulaires. La plupart des bactéries et des virus subissent une absorption passive, où ils dépendent de la cellule hôte. Cependant, les apicomplexes participent activement à l'entrée Polistes atrimandibularis, un parasite obligatoire des guêpes, infiltre la colonie de leurs hôtes en modifiant leur signature chimique pour correspondre à celle de leurs hôtes. Cela incite les guêpes hôtes à penser que le parasite est l'un des leurs.

#### Frappe des défenses de l'hôte
Un certain nombre de parasites intracellulaires obligatoires ont développé des mécanismes pour échapper aux défenses cellulaires de leurs hôtes, y compris la capacité de survivre dans des compartiments cellulaires distincts. L'apoptose (mort cellulaire programmée) est l'un des mécanismes que les hôtes utilisent pour tenter de réduire la réplication et la propagation d'agents pathogènes. Certains parasites obligés ont développé des moyens de supprimer ce phénomène, par exemple Toxoplasma gondii, bien que le mécanisme ne soit pas encore totalement compris.

## Voir également
- Parasitoïde